# جايسون لينن
جايسون لينن (بالإنجليزية: Jason Lunn)‏ هو منافس ألعاب قوى أمريكي، ولد في 19 سبتمبر 1974 في بولدر في الولايات المتحدة.

## وصلات خارجية
- جايسون لينن على موقع الاتحاد الدولي لألعاب القوى (الإنجليزية)